# زهره عطریانفر
زهره عطریانفر که بیشتر با نام زهره عطریان معرفی می‌گردد، از اعضای مرکزی سازمان مجاهدین خلق در خارج کشور است و در سال ۱۳۷۷ مدتی به عنوان مسئول اول سازمان تعیین شد.

## زندگی
وی متولد اصفهان است. همسر اول وی جواد قدیری نیز از کادرهای ارشد سازمان بود که اسنادی دربارهٔ نقش وی در پرونده بمب‌گذاری دفتر حزب جمهوری اسلامی که منجر به مرگ سید محمد بهشتی و ۷۲ عضو دیگر این حزب شد و نیز بمب‌گذاری دفتر نخست وزیری که به مرگ رئیس جمهور وقت محمد علی رجایی و نخست وزیرش محمد جواد باهنر گردید؛ منتشر شده‌است. احتمال حضور پوششی زهره عطریانفر در جابجایی بمب نیز مطرح شده‌است.
او در انقلاب ایدئولوژیک همچون دیگر اعضای سازمان از همسر اول خود جدا شد. 

## سوابق
قبل از انقلاب از فعالان زن سازمان مجاهدین خلق در اصفهان به‌شمار می‌رفت و جزو سخنرانان جلسات زنانه نیز بود. وی پس از خروج از کشور به مرکزیت سازمان پیوست و از ۲۰ خرداد ۱۳۶۴ در دوره‌های متوالی عضو شورای مرکزی سازمان بوده و همچنین به عضویت شورای ملی مقاومت درآمده‌است.
آخرین باری که نام زهره عطریانفر به عنوان مشارکت در عملیات‌های این سازمان ثبت گردید، مربوط به red wanted درخواست شده از سوی ایران به اینترپل برای عملیات اصابت خمپاره در تاریخ ۵ فوریه سال ۲۰۰۰ (۱۶بهمن۱۳۷۸) به یک چاپخانه و مجتمع مسکونی توسط گروهی ۱۶ نفره بود که نام عطریانفر نیز در میان آن‌ها دیده می‌شد. در این عملیات ۵ تن از مردم عادی کشته و افراد دیگری مجروح شدند.

### حاشیه‌ها
به احتمال زیاد وی در ۲۷ خرداد ۱۳۸۲ که پلیس ضد تروریست فرانسه با حمله به ۱۳ پایگاه سازمان مجاهدین خلق و ۱۶۵ تن از کادرهای بالای سازمان را دستگیر کرد، بازداشت شده‌است.
در تاریخ ۲۵ اردیبهشت ۱۳۹۵ سایتهای داخل ایران خبر بازداشت وی در تیرانای آلبانی را منتشر کردند که به فاصله کمی تکذیب شد.